# Георгиевский, Павел Иванович
Павел Иванович Георгиевский (1857—1938) — русский экономист и статистик, профессор Санкт-Петербургского университета, сенатор.

## Биография
Павел Иванович Георгиевский родился 14 (26) января 1857 года в селе Царская Славянка.
Окончил Санкт-Петербургскую 3-ю гимназию с золотой медалью (1875) и юридический факультет Санкт-Петербургского университета (1879). Был оставлен при университете для приготовления к профессорскому званию.
В 1880 году был командирован за границу. Слушал лекции профессоров И. Конрада в Галле, А. Вагнера и Э. Энгеля в Берлине, Ж. Бертильона в Париже, изучал организацию статистики в имперском и городских бюро Германии.
В 1883—1911 преподавал в Санкт-Петербургском университете. В 1885 защитил магистерскую диссертацию под названием «Международная хлебная торговля», в 1887 — докторскую диссертацию «Финансовые отношения государства и частных железнодорожных обществ в России и в западноевропейских государствах». С 1890 — ординарный профессор по кафедре политической экономии и статистики.
С 1883 несколько лет служил заведующим редакцией железнодорожной статистики в статистическом отделе Министерства путей сообщения. В 1898 был избран гласным Санкт-Петербургской городской думы.
С 1911 года по 1914 состоял директором Центрального статистического комитета Министерства внутренних дел. 25 марта 1912 года произведен в тайные советники. В январе 1914 был назначен председателем Статистического совета Министерства внутренних дел. 6 декабря 1916 года назначен сенатором.
Летом 1917 года уехал в Евпаторию в связи с болезнью. Во время Гражданской войны жил в Феодосии. В 1920 выехал в Константинополь.
Жил в эмиграции в Чехословакии. С 1922 преподавал статистику на Русском юридическом факультете в Праге.

## Идейная позиция
Читая курс политэкономии, ориентировался на работы Дж. С. Милля, В. Рошера, Г. Шмоллера и др. Уделял большое внимание вопросам теории распределения доходов между различными социальными группами, разработал концепцию социальной функции предпринимателей. Был консерватором, противником социализма и марксизма. Под его редакцией в 1897 была издана работа О. Бём-Баверка «Теория Маркса и её критика». В предисловии к ней Георгиевский писал:

В интересах истины вообще мы можем только пожелать, чтобы поскорее устранилось, особенно сильно у нас, в России, обнаруживающееся … марксистское пленение человеческой мысли и можно было сказать, что у этой теории осталось только прошлое, но нет ни настоящего, ни будущего.— 
Во время волнений 1905 года студенты устроили Георгиевскиму обструкцию, вынудив его покинуть аудиторию, и просили администрацию университета об его увольнении как реакционера. М. И. Туган-Барановский, в качестве приват-доцента преподававший в Петербургском университете, имел несравненно больший успех не только благодаря своим научным заслугам, но и из-за радикальной направленности его лекций. По воспоминаниям учившегося на юридическом факультете в 1910—1914 годах Питирима Сорокина, «оба они читали параллельные курсы по политэкономии, но число студентов, записывавшихся на курс Туган-Барановского, было во много раз больше, чем у Георгиевского».
После ухода Георгиевского на государственную службу совет юридического факультета избрал Туган-Барановского на ставшую вакантной должность профессора кафедры политической экономии и статистики вопреки отрицательному отзыву, данному Георгиевским кандидатуре Туган-Барановского. Текст отзыва опубликован в статье А. Л. Дмитриева, обнаружившего этот документ в архиве. Георгиевский увидел в фигуре Туган-Барановского представителя социалистических идей, которые могут оказать отрицательное воздействие на студентов:

В просвещённой Германии, по культурному развитию населения стоящей много выше России, при автономии университетов, социал-демократы не допускаются до занятия университетских кафедр, и не только кафедр наук экономических и политических, но даже, например, и чисто математических.…
Отравление учащейся молодежи социалистическими фантазиями, подносимыми им под видом положительной науки с университетской кафедры, может иметь для этой молодежи, а в лице нескольких поколений её — для целого государства самые печальные последствия, предупредить которые, по мере сил, я считаю своим нравственным долгом.
Министерство народного просвещения не утвердило Туган-Барановского в должности профессора.

## Семья
Был женат на Варваре Петровне Рогович, дочери сенатора Петра Ивановича Роговича.

## Научные работы
- Международная хлебная торговля. Выпуск 1. — СПб., 1885. — 373 с.
- «Финансовые отношения государства и частных железнодорожных обществ в России и западноевропейских государствах» (Санкт-Петербург, 1887).
- «Исторический очерк развития путей сообщения в XIX веке» (Санкт-Петербург, 1893).
- Призрение бедных и благотворительность. — СПб., 1894. — 118 с.
- «Положение железнодорожного хозяйства к 1896 г.» (СПб., 1896).
- «Финансовое положение русских железных дорог» (СПб., 1901).
- Краткий учебник политической экономии. / 2-е изд. — СПб., 1903. — 259 с.
- «Указатель русской экономической литературы», выпуск I (Санкт-Петербург, 1903).
- Политическая экономия. Т. 1, Т. 2 / 4-е изд. — СПб., 1904.
- «О реформе университетов в России» (Санкт-Петербург, 1909).

## Комментарии
1. ↑  Царская Славянка[2], в 1941 — Красная Славянка[3], с 1980-х годов отдельным населённым пунктом на картах не выделялось, ныне — пос. Динамо в составе Павловска[4]. Местом рождения указывается также Петербург[5].